# Пфалц E.IV
Пфалц E.IV је немачки ловачки авион који је производила фирма Пфалц. Први лет авиона је извршен 1916. године. 

Направљена су само 24 авиона.
Највећа брзина авиона при хоризонталном лету је износила 160 km/h.
Распон крила авиона је био 10,20 метара, а дужина трупа 6,60 метара. Празан авион је имао масу од 471 kg. Нормална полетна маса износила је око 694 kg. Био је наоружан са два 7,92-mm митраљеза LMG 08/15.

## Наоружање
| Наоружање авиона: Пфалц        |      |
| Ватрено (стрељачко) наоружање  |      |
| Топ                            |      |
| Митраљез                       |      |
| Број и ознака митраљеза        | 2    |
| Калибар                        | 7,92 |
| Бомбардерско наоружање (бомбе) |      |
| Ракетно наоружање (ракете)     |      |